# 2016年のイギリス
2016年のイギリス （2016ねんのイギリス）では、2016年のイギリスに関する出来事について記述する。

## 国王等
- 国王
  - ウィンザー朝第4代: エリザベス2世 （1952年2月6日 - 2022年9月8日）
- 首相
  - 第75代: デーヴィッド・キャメロン （保守党、2010年5月11日 - 2016年7月13日）
  - 第76代: テリーザ・メイ （保守党、2016年7月13日 - 2019年7月24日）

## できごと

### 4月
- 4月21日 - イギリス女王エリザベス2世、90歳に。

### 5月
- 5月26日-27日 - 日本三重県志摩市賢島で第42回先進国首脳会議。前回に引き続きロシアを除くG7の枠組みとするかは未定。イギリスからはデーヴィッド・キャメロン首相が出席予定。

### 6月
- 6月10日-12日 - イギリス女王エリザベス2世生誕90周年記念式典[1]。
- 6月16日 - 労働党所属の下院議員でEU離脱反対を主張していたジョー・コックスが射殺された[2]。
- 6月23日 - イギリスの欧州連合離脱是非を問う国民投票

### 7月
- 7月10日 - 2016年ウィンブルドン選手権男子シングルスでスコットランド出身のアンディ・マリーがミロシュ・ラオニッチを破って3年ぶり2度目の優勝、イギリス人が複数回優勝したのはフレッド・ペリー（イングランド・ストックポート出身）以来81年ぶりの快挙[3]。

### 9月
- 9月4日-5日 - 中華人民共和国浙江省杭州市で第11回20か国・地域首脳会合（G20）。イギリスからはデーヴィッド・キャメロン首相が出席予定。